# 9 Dywizjon Przeciwlotniczy

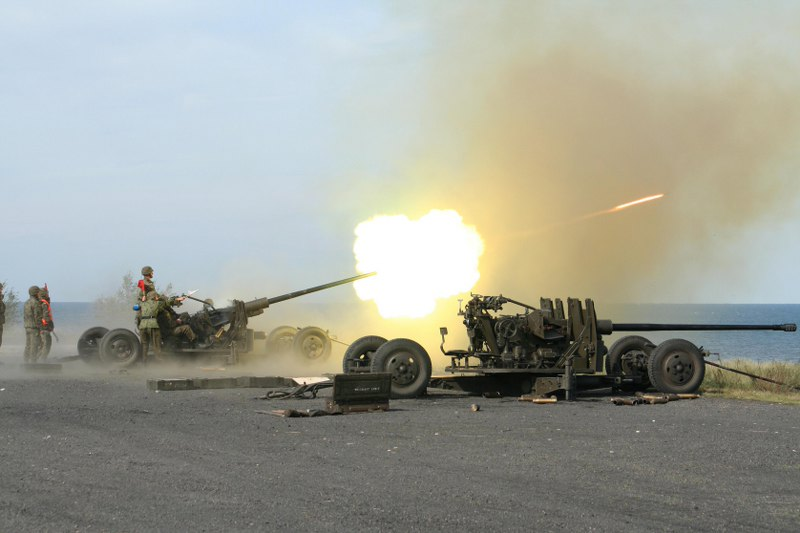
Armata S-60 57 mm

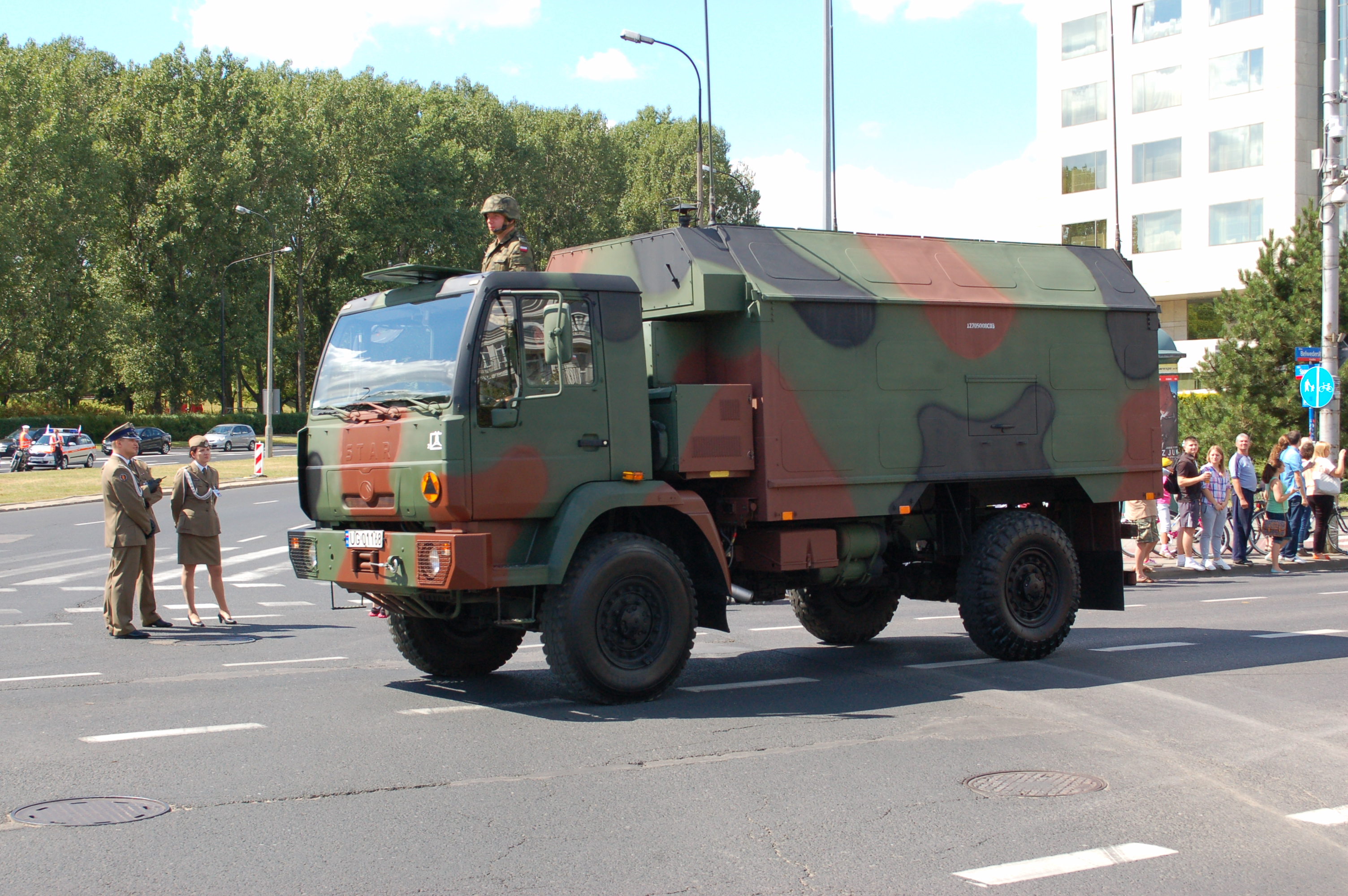
Łowcza 3K

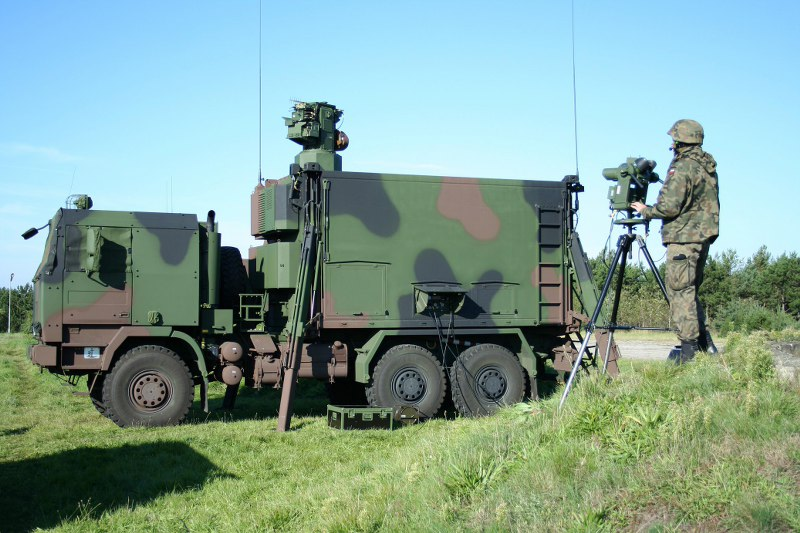
WD-95

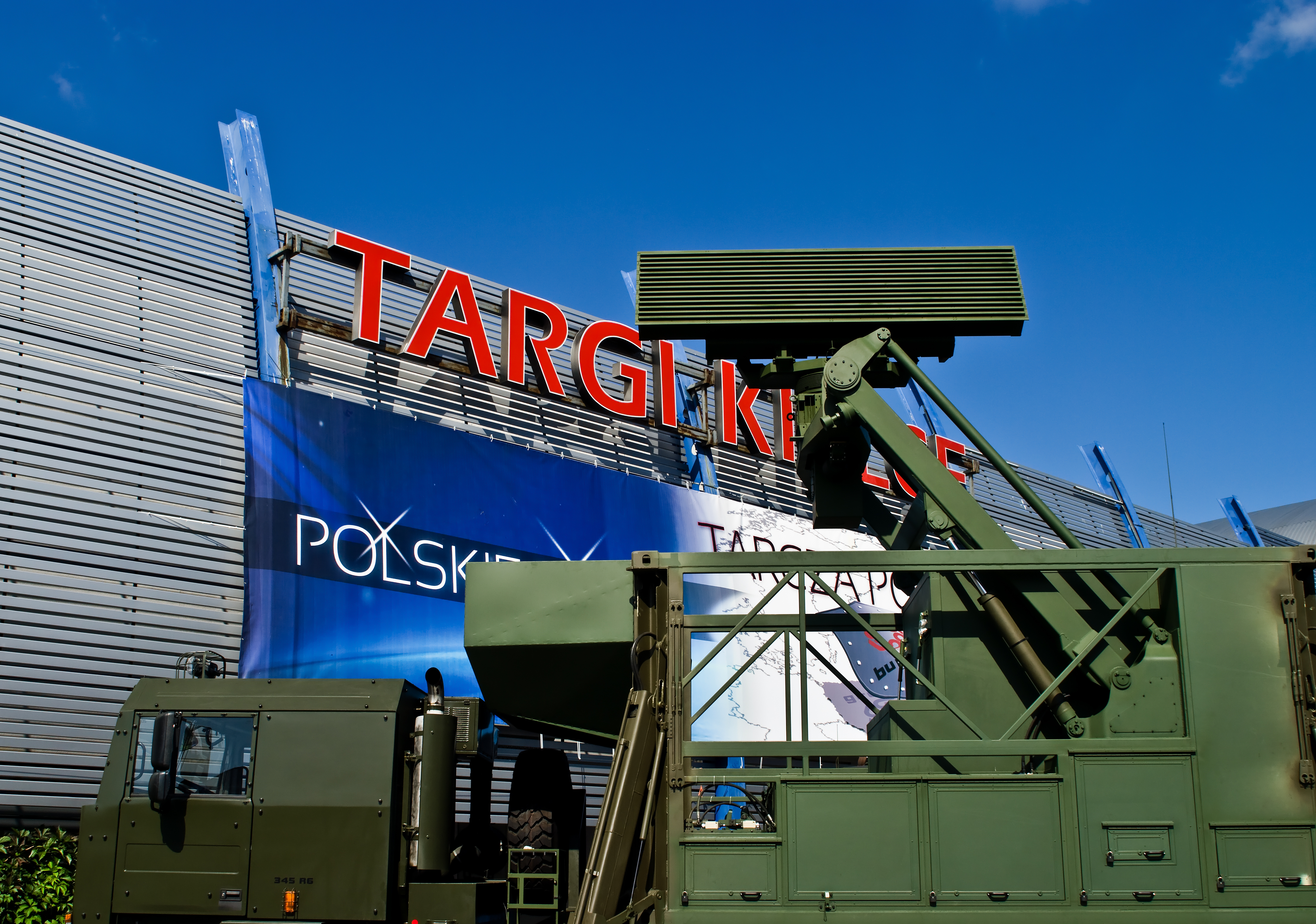
NUR-22-3D

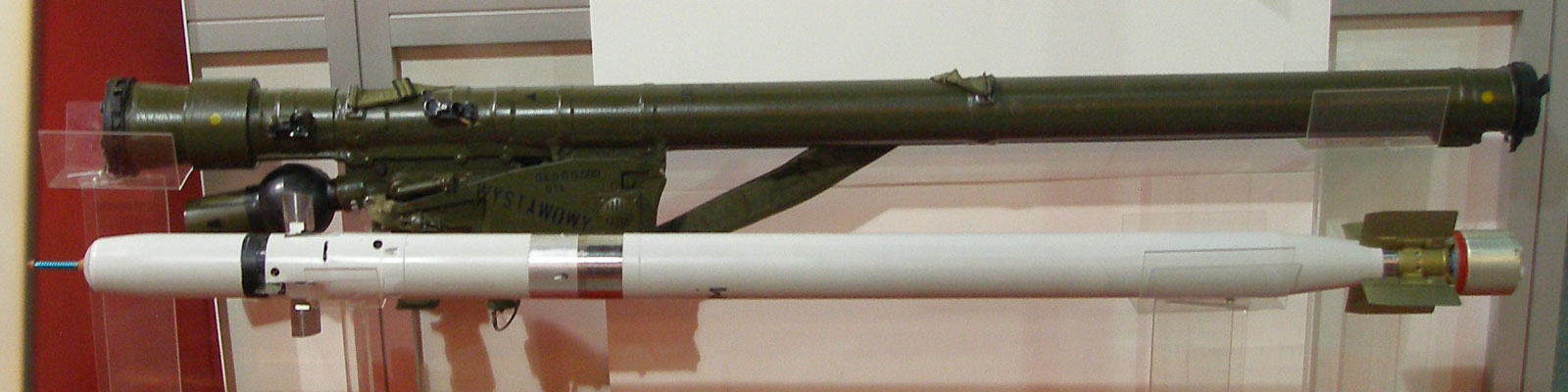
PZR Grom

9 Dywizjon Przeciwlotniczy (9 dplot) – pododdział przeciwlotniczy Marynarki Wojennej, podporządkowany 3 Flotylli Okrętów. Stacjonuje w Ustce.

## Powstanie i historia
W 1974 roku, na bazie rozformowywanej 5 baterii artylerii stałej, sformowany został 9 dywizjon artylerii przeciwlotniczej. Jednostka została podporządkowana Szefowi Sztabu Marynarki Wojennej. 
31 grudnia 1977 dywizjon wszedł w podporządkowanie komendanta Centrum Szkolenia Specjalistów Marynarki Wojennej w Ustce. 
Od 1992 roku dywizjon stał się organicznym pododdziałem 9 Flotylli Obrony Wybrzeża.
1 stycznia 2003 roku zmieniono nazwę jednostki na 9 Dywizjon Przeciwlotniczy.
W 2006 roku w wyniku rozformowania 9 Flotylli Obrony Wybrzeża, dywizjon przekazany został 3 Flotylli Okrętów
27 sierpnia 2010 roku odbyła się ceremonia wręczenia sztandaru ufundowanego przez społeczeństwo Ustki.

Insygnia
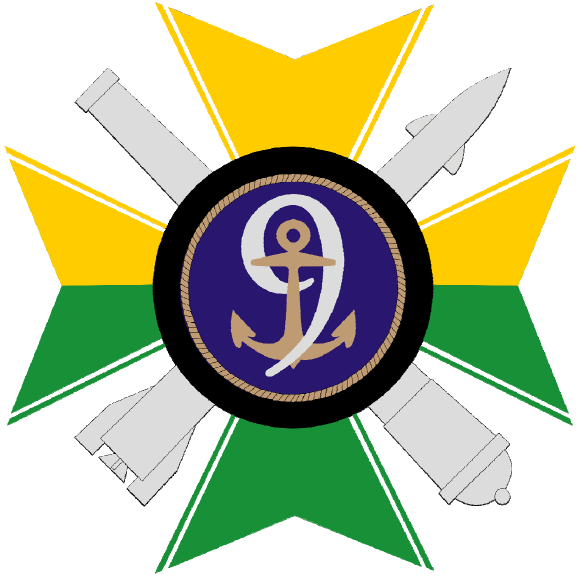
Odznaka pamiątkowa (2013)
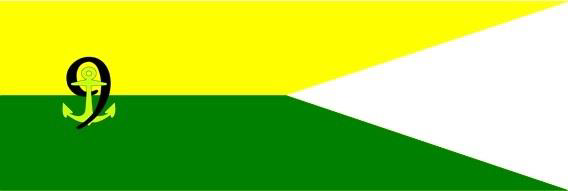
Proporczyk na beret (2020)

## Struktura organizacyjna
W 2019
- dowództwo i sztab
- pluton dowodzenia
- kompania zabezpieczenia
- 3 baterie przeciwlotnicze

## Uzbrojenie dywizjonu
W 2019
- zautomatyzowany wóz dowodzenia dowódcy dywizjonu Łowcza-3 KN (1 wóz)
- radiolokacyjna stacja wstępnego poszukiwania NUR-22-N (3D) (1 stacja)[5]
- wozy dowodzenia i kierowania ogniem WD-95 (3 wozy, po 1 w baterii)
- 57 mm przeciwlotnicze armaty S-60 MB (12 armat, po 4 w baterii)[6]
- przenośne zestawy przeciwlotnicze Grom
- zestawy automatyzacji dowodzenia przenośnych przeciwlotniczych zestawów rakietowych REGA-4[7]

## Dowódcy dywizjonu
- kmdr por. Tadeusz Szabłowski (12.1974 -11.1977)[5]
- kmdr por. Marian Sitko (11.1977 - 03.1980)
- kmdr por. Aleksander Dziechciarz (03.1980 - 07.1988)
- kmdr por. Zbigniew Nowicki (07.1988 - 02.2007)[3]
- kmdr por. Michał Pawełka (03.2007 - 06.2015)[2]
- kmdr ppor. Damian Kryński (07.2015 - 04.2016)[2]
- kmdr por. Arkadiusz Mikołajewski (04.2016 - 03.2023)[2]
- kmdr por. Krystian Jabłonowski (od 04.2023)